# 吉沢忠
吉沢 忠（よしざわ ちゅう、1909年6月15日 - 1988年1月12日）は、日本の美術史学者。東京藝術大学名誉教授。日本南画研究が専門。

## 来歴
東京府出身。東京帝国大学卒業。東京国立博物館勤務、多摩美術大学講師、東京芸大助教授、1967年教授。1973年定年退官、名誉教授。

## 著書
- 崋山 （小山書店 (美術入門叢書) 1949年1月）
- 渡辺崋山 （講談社 (世界伝記全集) 1954年）
- 古美術と現代 （東京大学出版会 1954年）
- 渡辺崋山 （東京大学出版会 (日本美術史叢書) 1956年）
- 横山大観の芸術 日本画近代化のたたかい （美術出版社 1958年）
- 日本の南画　水墨美術大系別巻 第1 （講談社 1976年）
- 日本南画論攷 （講談社 1977年8月）

## 編著共著
- 日本の名画 （田中一松共著 講談社 (少年少女文庫) 1953年）
- 原色版美術ライブラリー 第110 南画 （みすず書房 1958年）
- 日本美術大系 第5巻 近世絵画 （楢崎宗重、水尾博共著 講談社 1959年）
- 日本美術史 （造形社 1959年）
- 講談社版日本近代絵画全集 第15巻 横山大観 （1962年）
- 世界美術全集 第9巻 日本 第9 (江戸第1) （角川書店 1963年）
- 講談社版日本近代絵画全集 第16巻 菱田春草 （1963年）
- 世界美術大系 第12巻 日本美術 第2 （講談社 1964年）
- 日本の美術 第23 文人画 （米沢嘉圃共著 平凡社 1966年）
- 日本の美術 25 南画と写生画 （山川武共著 小学館 (ブック・オブ・ブックス) 1971年）
- 日本の美術 26 池大雅 （小学館 (ブック・オブ・ブックス) 1973年）
- 日本の名画 16 横山大観 （講談社 1974年）
- 水墨美術大系 第13巻 玉堂・木米 （講談社 1975年）
- 文化財講座日本の美術 3  絵画 (桃山・江戸) （第一法規出版 1977年11月）
- 日本美術絵画全集 第19巻 与謝蕪村 （集英社 1980年4月）